# Comté de Charlotte (Nouveau-Brunswick)
Pour les articles homonymes, voir Comté de Charlotte.
Le comté de Charlotte est situé dans le sud-ouest du Nouveau-Brunswick.
Il y avait 26 549 habitants en 2011 contre 26 898 en 2006, soit une baisse de 1,3 %.

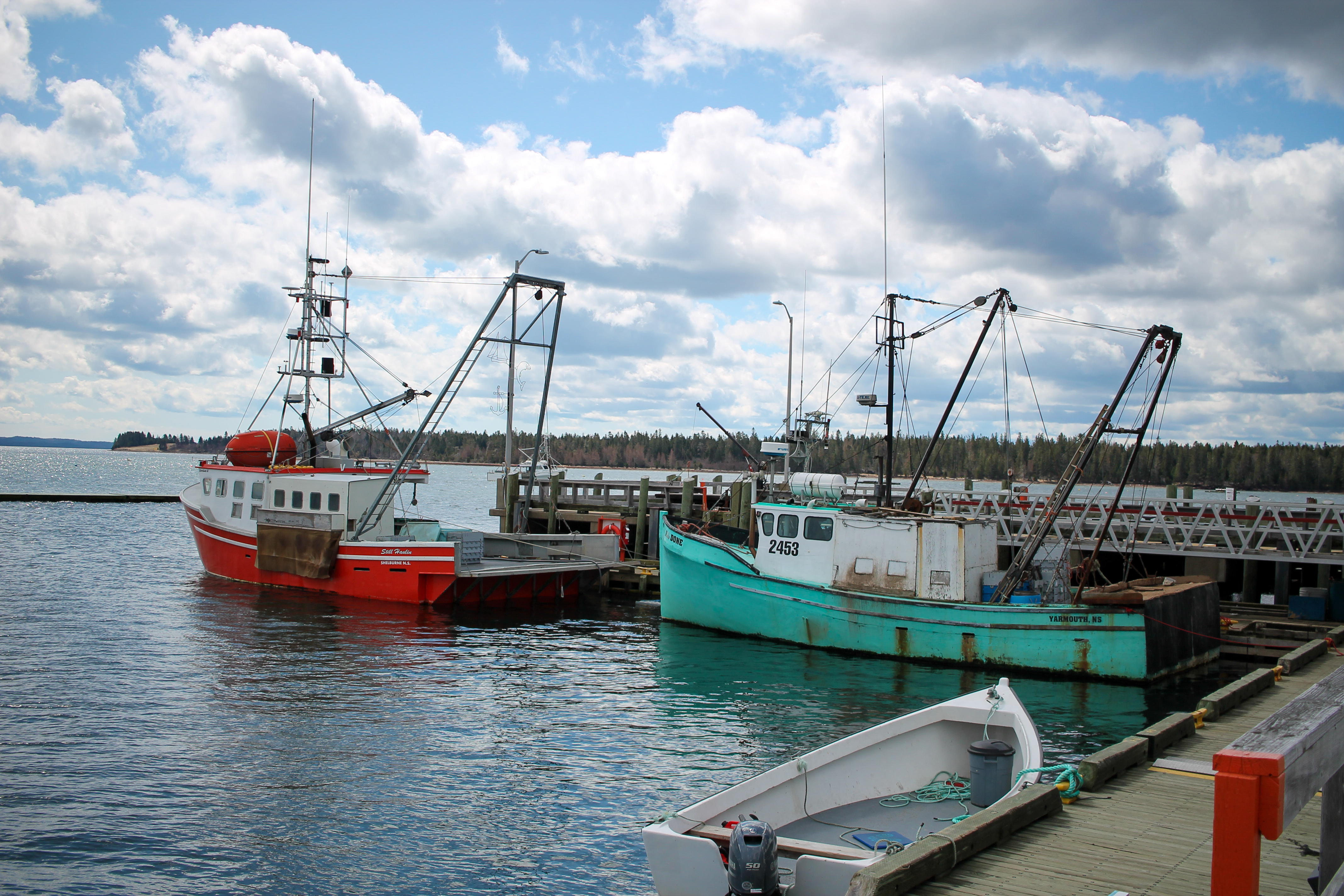
Deux bateaux de pêche au quai de Saint-Andrews.

La pêche et l'aquaculture dominent l'économie, mais la ville de St. Andrews est une destination touristique et la ville de Saint-Stephen possède la confiserie Ganong Bros.

## Administration

### Liste des municipalités
| Numéro | Nom                            | Statut             | Population estimée (2011) | ±             | Superficie (km²) | Densité |
| ------ | ------------------------------ | ------------------ | ------------------------- | ------------- | ---------------- | ------- |
| 55     | Campobello Island              | Communauté rurale  | 872                       | en diminution | 39,67            | 23,3    |
| 53     | Eastern Charlotte              | Communauté rurale  | 6674                      |               |                  |         |
| 52     | Fundy Shores (partie)          | Commmunauté rurale | 1901                      |               |                  |         |
| 54     | Grand Manan                    | Village            | +00 0002 360,             | en diminution | 150,86           | 15,8    |
| DR 11  | Région-de-la-capitale (partie) | District rural     | 13794                     |               |                  |         |
| 56     | Saint Andrews                  | Ville              | 2686                      |               |                  |         |
| 57     | Saint-Stephen                  | Ville              | 8119                      |               |                  |         |
| DR 10  | Sud-Ouest (partie)             | District rural     | 4020                      |               |                  |         |

### Ancienne administration territoriale
| Période                                  | Période | Identité           | Étiquette | Qualité                                     |
| ---------------------------------------- | ------- | ------------------ | --------- | ------------------------------------------- |
| 192?                                     | 19??    | Ernest Albert Shaw |           | Homme d'affaires                            |
| 1898                                     | 1899    | George J. Clark    |           | Avocat, journaliste, maire de Saint-Stephen |
|                                          |         | W.C.H. Grimmer     |           | Avocat                                      |
| 18??                                     | 18??    | James Russell      |           | Fermier                                     |
| Les données manquantes sont à compléter. |         |                    |           |                                             |

## Démographie
| 2001   | 2006   | 2011   | 2016   |
| ------ | ------ | ------ | ------ |
| 27 366 | 26 898 | 26 549 | 25 428 |